# Mawson-Canyon
Koordinaten: 63° 30′ S, 60° 30′ O
Der Mawson-Canyon ist ein Tiefseegraben in der Kooperationssee vor der Mawson-Küste des ostantarktischen Mac-Robertson-Lands.
Benannt ist er nach dem australischen Polarforscher Douglas Mawson (1882–1958).